# فريدريك دبليو دالنجر
فريدريك دبليو دالنجر (بالإنجليزية: Frederick W. Dallinger)‏ (و. 1871 – 1955 م) هو سياسي، وقاضي، ومحامي من الولايات المتحدة الأمريكية. ولد في كامبريدج، ماساتشوستس.
وهو عضو في الحزب الجمهوري.

## التعليم
تعلم في كلية هارفارد، وكلية هارفارد للحقوق، وجامعة هارفارد.